# S/S C.F. Liljevalch
S/S C.F. Liljevalch av Stockholm var ett last- och ångfartyg som torpederades den 18 augusti 1942 utanför Västervik av den sovjetiska ubåten L-3, varmed 33 man omkom och sju räddades.

## Historik
Fartyget var byggt 1920 vid Götaverken som varvets 354:e fartyg och det första i en serie om tio fartyg, vika i början av 1920-talet levererades till Trafikab. Grängesberg-Oxelösund. I serien ingick också det i närheten sänkta M/F Luleå. Namnet hade hon fått av bolagets grundläggare och hon sattes omedelbart i malmfarten under befäl av kapten Fränke Andersson som tidigare fört S/S Mertainen. Någon tid fördes ångaren av kapten A. Fris, som 1936 blev hamnkapten i Stockholm. C.F. Liljevalch hade varit ute för många hårda stormar under sina år. Den värsta torde ha varit januaristormen 1937, då många fartyg förliste och omkring 300 sjömän drunknade i Nordsjön. C.F. Liljevalch fick under orkanen sin styrinrättning skadad, medan ångare var i Nordsjön och drev sedan 150 distansminuter upp i Atlanten mellan Norge och Shetlandsöarna. Assistans begärdes och under tiden riggades en reservstyranordning. Efter fem dygns drift i det hårda vädret erhöll hon assistans av bolagets ångare Sir Ernest Cassel och infördes till norsk hamn. Den 14 maj samma år öppnades malmfarten på Luleå för året av C.F. Liljevalch. 1938 kolliderade ångaren vid den tyska Nordsjökusten, med ett tyskt fiskefartyg som sjönk, varvid en man omkom. Efter ockupationen av Norge våren 1940 gick ångaren i malmfart innanför Skagerackspärren den senaste tiden under kapten Bramfords befäl. Av de fartyg som deltagit i räddningsarbetet vid C.F. Liljevalchs krigsförlisning mötte S/S Hermod ett liknande öde, sju månader senare på den tyska Nordsjökusten.

## Torpederingen
Mellan Ölands norra udde och Landsort opererade främmande ubåtar tidvis under sommaren 1942, varmed handelsfartygen framfördes i skydd av svensk eskort, vid detta tillfälle tre jagare och en vedettbåt. Den 18 augusti passerades Idö av en sydgående eskort, bestående av sexton fartyg av svensk, tysk, finsk och holländsk nationalitet. När eskorten klockan 15:18 passerade Kungsgrundet träffades ledarfartyget C.F. Liljevalch av en torped och ögonblicket därefter av ytterligare en andra torped. Samtidigt ägde troligen också en ångpanneexplosion rum. Katastrofen var ett faktum. När den skyhöga kaskaden av malm, skrot och vatten lagt sig var också ångaren borta. De överlevande uppskattade tiden från den första torpedträffen tills ångaren sjönk till mellan 30 och 35 sekunder. Kort före explosionen hade befälhavaren gått in i salongen för att dricka te, medan andre styrman, lotsen och rorgängaren befann sig på bryggan. Omedelbart efter torpederingen drogs eskorten samman och stoppades, medan örlogsfartygen lade ut en dimridå och upptog jakten på ubåten där man fällde ett 40-tal sjunkbomber. Livbåtar från S/S Hermod av Stockholm, Flora av Helsingborg och Borbeck av Bremen räddade följande sju man från den sjunkna ångaren.
- Andre styrman David Berggren, Stockholm
- Matros Nils Gustafsson, Pataholm
- Lättmatros Stig Göransson, Kramfors
- Eldare Curt Vilhelm Heitsch, Borås
- Lämpare Karl Mandor Morin, Båtskärsnäs
- Kock Victor Ragnar Lagström, Helsingborg
- Uppassare E. Olsson, Landskrona

C.F. Liljevalch sjönk och hamnade på 70 meters djup, cirka en sjömil från den plats där bolagets M/S Luleå torpederats en månad tidigare under liknande förhållanden. C.F. Liljevalchs torpedering var räknat i antalet omkomna den dittills svåraste olyckan för svenska handelsflottan i Östersjön och därigenom hade på denna kust främmande ubåtar sänkt fyra fartyg, varvid 69 man hade mist sina liv.